# سفارة موريتانيا في العراق
سفارة الجمهورية الإسلامية الموريتانية في العراق هي بعثة دبلوماسية موريتانية لدى العراق تقع في منطقة المنصور في العاصمة بغداد، تهدف لتعزيز المصالح الموريتانية في العراق.